# Andrarums landskommun
Andrarums landskommun var en tidigare kommun i dåvarande Kristianstads län.

## Administrativ historik
Kommunen bildades i Andrarums socken i Albo härad i Skåne när 1862 års kommunalförordningar trädde i kraft. 
Vid kommunreformen 1952 uppgick kommunen i Brösarps landskommun som upplöstes 1969 då denna del uppgick i Tomelilla köping som 1971 ombildades till Tomelilla kommun.

## Politik

### Mandatfördelning i Andrarums landskommun 1938–1946
| 3 | 8 | 2 | 7 |

| 19 |

| 4 | 5 | 2 | 9 |

| 19 |

| 5 | 4 | 4 | 7 |

| 19 |